# Spathiphyllum dressleri
Spathiphyllum dressleri är en kallaväxtart som beskrevs av Thomas Bernard Croat och F.Cardona. Spathiphyllum dressleri ingår i släktet Spathiphyllum och familjen kallaväxter. Inga underarter finns listade.